# Tomo y obligo
Tomo y obligo es un tango de 1931 cuya letra pertenece a Manuel Romero en tanto que la música es de Carlos Gardel y fue el último tango que cantó en público desde el balcón de Radio La Voz de la Víctor en Bogotá el 23 de junio de 1935, un día antes que falleciera en el aeropuerto de Medellín en un accidente de aviación.

## Los autores
Carlos Gardel, Argentina, 11 de diciembre de 1890 - Medellín, Colombia, 24 de junio de 1935) fue un cantante, compositor y actor de cine que vivió desde su infancia en Buenos Aires y se nacionalizó argentino en 1923. Es el más conocido representante del género en la historia del tango, iniciador y máximo exponente del "tango canción".
Manuel Romero (21 de septiembre de 1891, Buenos Aires, Argentina - 3 de octubre de 1954) fue un dramaturgo, letrista y director de cine argentino y uno de los creadores del teatro de revista; como letrista de tangos, consiguió numerosos éxitos perdurables a lo largo del tiempo, como Quemá esas cartas, Patotero sentimental (1922) estrenado en el sainete El bailarín de cabaret y Nubes de humo y Pobre milonga, estrenados en otras obras teatrales.

## Las luces de Buenos Aires
En mayo de 1931 fue producido por Les Studios Paramount, en los estudios de Joinville-le-Pont, Val-de-Marne de Francia Las luces de Buenos Aires, el primer largometraje sonoro en el que trabajó Carlos Gardel, dirigido por Adelqui Millar. La película estaba protagonizada por las figuras de la compañía de revistas del Teatro Sarmiento de Buenos Aires, propiedad de Augusto Álvarez, encabezada por Manuel Romero y Luis Bayón Herrera y en la misma Gardel interpretó el tango Tomo y obligo.
El director fue el chileno Adelqui Millar y los guionistas Manuel Romero y Luis Bayón Herrera. Los actores principales eran Gardel, en el papel protagónico del estanciero Anselmo Torres, Sofía Bozán y Gloria Guzmán. El elenco se completaba con Vicente Padula, Pedro Quartucci y Carlos Baeza, entre otros.
Gardel canta dos canciones, el vals El rosal  de Matos Rodríguez y Romero, que es el tema romántico con el que cierra el filme mientras Gardel besa a su novia encarnada por Sofía Bozán y Tomo y obligo , que canta en una cantina de La Boca en la que el personaje encarnado por Pedro Quartucci hace las veces de confidente de su pena en tanto Julio De Caro en violín, Pedro Laurenz en bandoneón y Francisco De Caro en piano lo acompañan musicalmente.
Las luces de Buenos Aires fue estrenada en Buenos Aires el 23 de septiembre de 1931 con enorme éxito y tuvo una buena recepción en los países de habla hispana que nunca habían podido ver a Gardel. En Guatemala se exhibió durante tres años, en Madrid todos los días durante tres meses, en Barcelona y Nueva York el público obligaba a los operadores a rebobinar la película una y otra vez para oír nuevamente Tomo y obligo'». En Ecuador el escritor Ricardo Descalzi recordaba aquel momento:

Fue en este momento cuando nos impresionó la voz y la figura de Carlos Gardel en su primera película: «Las luces de Buenos Aires», con tal impacto en el ambiente, que de inmediato lo empezamos a admirar y a querer. Esta película nos trajo Tomo y obligo que el público asistente a los cines aplaudía con tal vehemencia, que el operador se veía obligado a detener la proyección para reprisarla dos o tres veces... Desde entonces el anuncio de una película de Carlos Gardel abarrotaba las salas transformándose en el ídolo del tango.
Ricardo Descalzi

## Comentarios
El motivo musical de Tomo y obligo no es original: la melodía de la primera parte reproduce la usada en el tango de Mario Canaro Así es el mundo que Francisco Canaro grabó en 1926 y en el tango El gaucho, de Tito Schipa, G. Santro y S. Neri, grabado por el primero en Estados Unidos en 1928 en tanto que la segunda parte es similar a la primera del tango de Enrique Delfino con letra de Alberto Vacarezza, No le digas que la quiero, estrenado en 1924.
El tema de la amarga invitación a recordar la felicidad perdida ya había sido usado por Romero en su Nubes de humo, por Vacarezza en La copa del olvido y por Juan A. Caruso en Sentimiento gaucho y está vinculado a la época en que el tango tenía vasos comunicantes con el género del sainete en el cual no era raro que hubiera una escena con el hombre ahogando en alcohol sus penas por la mujer que lo había abandonado.
La letra reproduce el mandato dirigido al varón de que el hombre no llora, mandato sobre el cual dice La psicóloga Adriana Guraieb, miembro de la Asociación Psicoanalítica Argentina (APA) y autora del libro Peter Pan y sus mujeres, que tomado al pie de la letra “Influye como una enorme presión, porque se considera que son 'poco hombres'. Los varones que sufren y que no tienen el permiso interno a expresarlo por un mandato cultural y educacional, la pasan mal. Se resienten, endurecen, reprimen y puede ser que lo canalicen en situaciones de agresión, de aislamiento”.

## Versiones
Algunas de las versiones grabadas de este tango son: Carlos Gardel con las guitarras de Barbieri, Riverol y Vivas, 1931 para Odeon; Ángel Vargas con la orquesta de Ángel D'Agostino, 1943 para RCA Victor; Jorge Durán con la orquesta de José Basso, 1951 para Odeon; Guillermo Rico con la orquesta de Jorge Dragone, 1967 para el sello Magenta, Javier Calamaro, Argentino Ledesma con la orquesta de Francisco Canaro, Charlo, Paco de Lucía, Alberto Castillo, Raúl Berón, Horacio Deval, Francisco Fiorentino con la orquesta de Astor Piazzolla y Mario Bustos con la orquesta de Florindo Sassone.